# Jyväskylän maalaiskunta

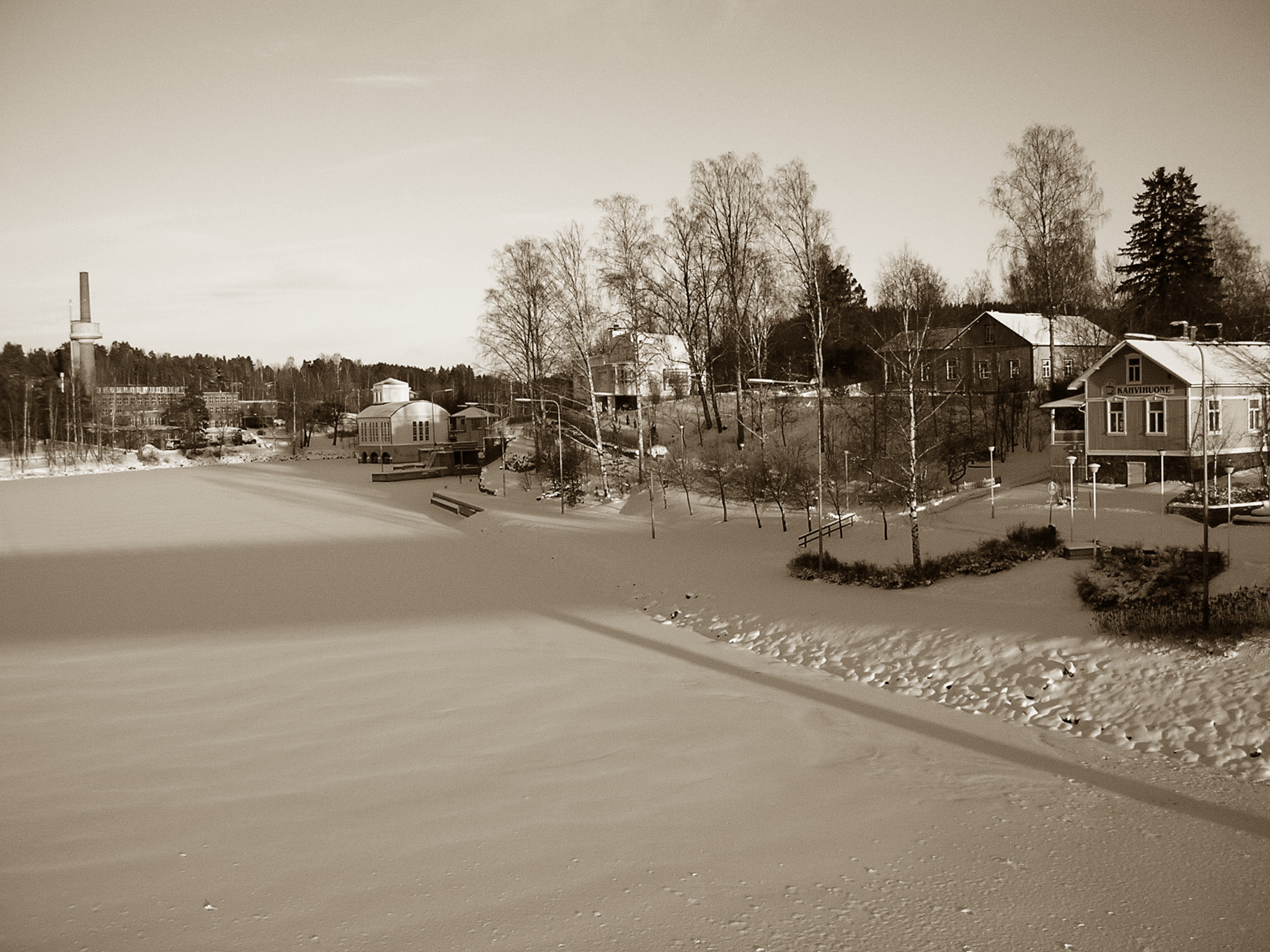
Agua en Vaajakoski.

Jyväskylän maalaiskunta (Jyväskylä landskommun  en sueco), fue un municipio rural de Jyväskylä, prácticamente rodea Jyväskylä, cuenta con tres centros poblados: Vaajakoski, Tikkakoski y Palokka. El aeropuerto de la ciudad finlandesa es uno de los más activos del país. Según las estadísticas de (2003) el municipio rural alcanzó una población de casi
33820, con lo que se convertía en el segundo municipio rural más poblado después de
Nurmijärvi. Su superficie es de 534,34 km² (de los cuales 85.05 km² es agua). Su densidad de población es de 63.3 hab/km.

## Distancias
- Helsinki 270 km
- Kuopio 140 km
- Lahti 170
- Tampere 150 km